# Ore 11:14 - Destino fatale
Ore 11:14 - Destino fatale (11:14) è un film del 2003 diretto da Greg Marcks.

## Trama
Il film racconta molte storie connesse tra loro, ambientate tutte in un'unica sera alle ore 11:14. I collegamenti tra gli eventi non sono chiari all'inizio, ma vengono rivelati gradualmente da una serie di flashback:
- Jack sta guidando per la strada in piena notte e sta parlando al cellulare. L'orologio sul cruscotto indica le ore 11:14 p.m. Improvvisamente, mentre sta guidando sotto un cavalcavia, qualcosa gli fracassa il parabrezza, facendolo uscire di strada. Uscito per controllare il danno, egli trova vicino alla propria auto un corpo con il volto orribilmente mutilato. Quando vede arrivare un'altra auto, viene colto dal panico e trascina il corpo in un punto non visibile della strada. La conducente dell'auto, Norma, presume che egli abbia investito un cervo e vorrebbe chiamare la polizia nonostante le proteste di Jack. Quando la donna se ne va, Jack decide di nascondere il corpo nel bagagliaio della sua auto. Salito a bordo per ripartire, viene fermato da un poliziotto, l'ufficiale Hannagan, il quale vuole sottoporlo alla prova dell'alcoltest. Scoperto per caso che la patente del ragazzo è stata revocata per guida in stato di ebbrezza, Hannagan arresta Jack e gli confisca l'auto. Quando egli trova dentro il cofano il cadavere, Hannagan ammanetta Jack e lo fa salire a bordo dell'auto dove già sono presenti due persone, Duffy e Buzzy. Mentre Hannagan litiga con Buzzy, la quale non vuole spostarsi per far posto a Jack, il giovane fugge. Hannagan lo insegue, ma sbadatamente lascia aperta la portiera dell'auto permettendo così anche a Duffy e Buzzy di scappare. Jack corre attraverso il bosco ai margini della strada e arriva presso la casa di Norma. La donna è sconvolta e sta cercando disperatamente il marito Frank perché ha appena saputo che la loro figlia Cheri è rimasta uccisa in un incidente. Hannagan giunge sul luogo, ma Jack fugge nuovamente verso il cimitero. Qui inciampa su una palla da bowling e viene catturato dal poliziotto.
- Gli adolescenti Tim, Mark ed Eddie mentre guidano per la strada stanno creando danni lanciando oggetti fuori dal finestrino, incluso un libro dato alle fiamme. Mark, distratto da Eddie che fa la pipì fuori dal finestrino, investe Cheri, una ragazza che stava attraversando la strada. Fermatisi, decidono di fuggire dal luogo quando Duffy estrae una pistola e la punta verso il furgone sparando anche dei colpi. Tim realizza che durante l'incidente il finestrino del furgone si è chiuso recidendo il pene di Eddie. Mark insiste per portare il ragazzo in ospedale, mentre Tim decide di tornare sul luogo dell'incidente per recuperare il pene dell'amico. Sul luogo Tim riesce a trovare il pene di Eddie, ma viene fermato da due paramedici. Dopo una breve colluttazione, Tim riesce a fuggire e a riportare a Eddie il suo pene.
- Frank sta camminando in piena notte col suo cane e scopre l'auto della figlia Cheri vicina al corpo senza vita di Aaron nei pressi del cimitero. Convinto che la figlia sia la responsabile della morte del ragazzo, Frank mette il corpo dentro il bagagliaio dell'auto guida fino al ponte del cavalcavia. Frank getta il cadavere di Aaron giù dal cavalcavia proprio mentre sta passando l'auto di Jack. Il suo cane scappa con la sua giacca sporca di sangue e Frank lo insegue per prenderlo. Notato per terra un libro in fiamme, lanciato dal finestrino del furgone degli adolescenti, decide di usarlo per incendiare la giacca. Sua moglie, Norma, lo vede e gli dà un passaggio a casa, dove lei lo manda a cercare il cervo che Jack aveva presumibilmente colpito.
- Buzzy sta lavorando a tarda notte in un negozio di alimentari. Il suo collega Duffy arriva e i due cominciano a discutere circa la gravidanza di Cheri e i soldi per farla abortire. Duffy dice a Buzzy il suo piano per rubare 500 dollari dalla cassa del negozio. Duffy chiede a Buzzy di permettergli di rubare i soldi. Buzzy inizialmente obietta, terrorizzata di perdere il suo lavoro, ma finisce poi con l'insistere che Duffy le spari ad un braccio per farlo sembrare un furto autentico. Lui le spara al braccio, e poi chiama il 911 per lei, fuggendo mentre la donna è al telefono. Mentre sta guidando, passa accanto all'auto di Aaron, dove Frank l'ha parcheggiata in attesa di liberarsi del corpo di Aaron. Duffy vede Cheri e le dice di aver trovato i soldi per farla abortire. Quando la ragazza esce dall'auto, Duffy assiste impotente alla sua morte e spara dei colpi di pistola contro l'auto degli adolescenti che l'hanno investita. Egli viene poi arrestato dall'ufficiale Hannagan per aver sparato contro il furgone e per il furto nel negozio, basandosi sulla descrizione di una persona anonima che ha telefonato alla polizia. Buzzy viene arrestata come complice quando si rifiuta di identificare Duffy.
- Cheri esce di casa per andare a fare sesso con Aaron nel cimitero. Aaron si appoggia contro una lapide che ha un angelo di pietra in cima, il cui collo è danneggiato. Durante il rapporto sessuale la testa dell'angelo si stacca e cade sopra la faccia di Aaron, uccidendolo. Cheri fugge dal cimitero lasciando cadere le chiavi, prende in prestito la macchina del padre e va al negozio di alimentari a trovare Duffy, il quale sta giocando con una palla da bowling, intendendo sostituire la testa dell'angelo ed implicare Duffy nella vicenda. Uscita dal negozio assiste alla falsa rapina di Duffy ed informa la polizia descrivendo Duffy come il ladro. Quando Cheri torna nuovamente al cimitero si accorge che il corpo di Aaron è scomparso. Il suo cellulare suona e lei comincia a parlare a Jack. Questa è la conversazione telefonica con la quale il film è cominciato, nel corso della quale si apprende che la gravidanza di Cheri era in realtà inventata allo scopo di scucire dei soldi a Duffy e ad Aaron, in modo tale che poi lei e Jack possano lasciare insieme la città. Nel mezzo della telefonata, Duffy chiama Cheri dall'altro capo della strada dicendole di aver con sé i soldi per l'aborto. Cheri scende dall'auto e attraversa la strada, il suo cellulare squilla nuovamente e lei, distraendosi, si ferma in mezzo alla strada proprio nel momento in cui sta giungendo il furgone con a bordo Mark, Tim ed Eddie. Dopo l'incidente, il cellulare di Cheri indica come orario le 11:14 p.m.

## Distribuzione
- Uscita negli USA : 15 ottobre 2003
- Uscita in Italia : 20 agosto 2004
- Uscita in Francia : 1º dicembre 2004
- Uscita in Spagna : 27 maggio 2005

In Italia è stato trasmesso in TV il 1º giugno 2007 e l'11 settembre 2010.

## DVD
Il DVD è uscito nel novembre del 2004 ed è stato distribuito dalla Cecchi Gori Group e contiene lingue in Italiano, inglese e sottotitoli in italiano; 16 scene; filmografie regista e attori; trailer cinematografico italiano; foglietto con i nomi delle scene all'interno della confezione.